# Steilstrecke Nordschleife

Position der Steilstrecke auf Nordschleife

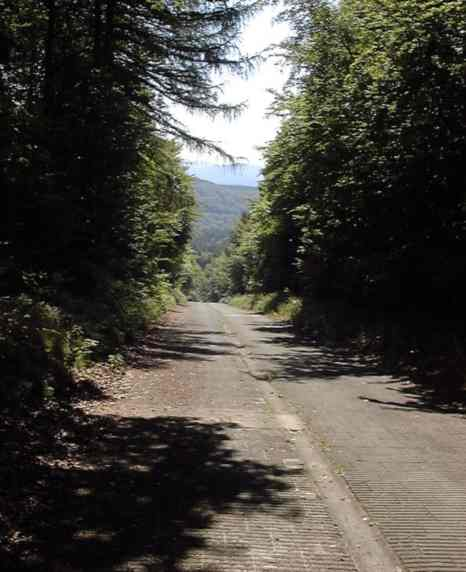
Die Steilstrecke im Jahr 2001

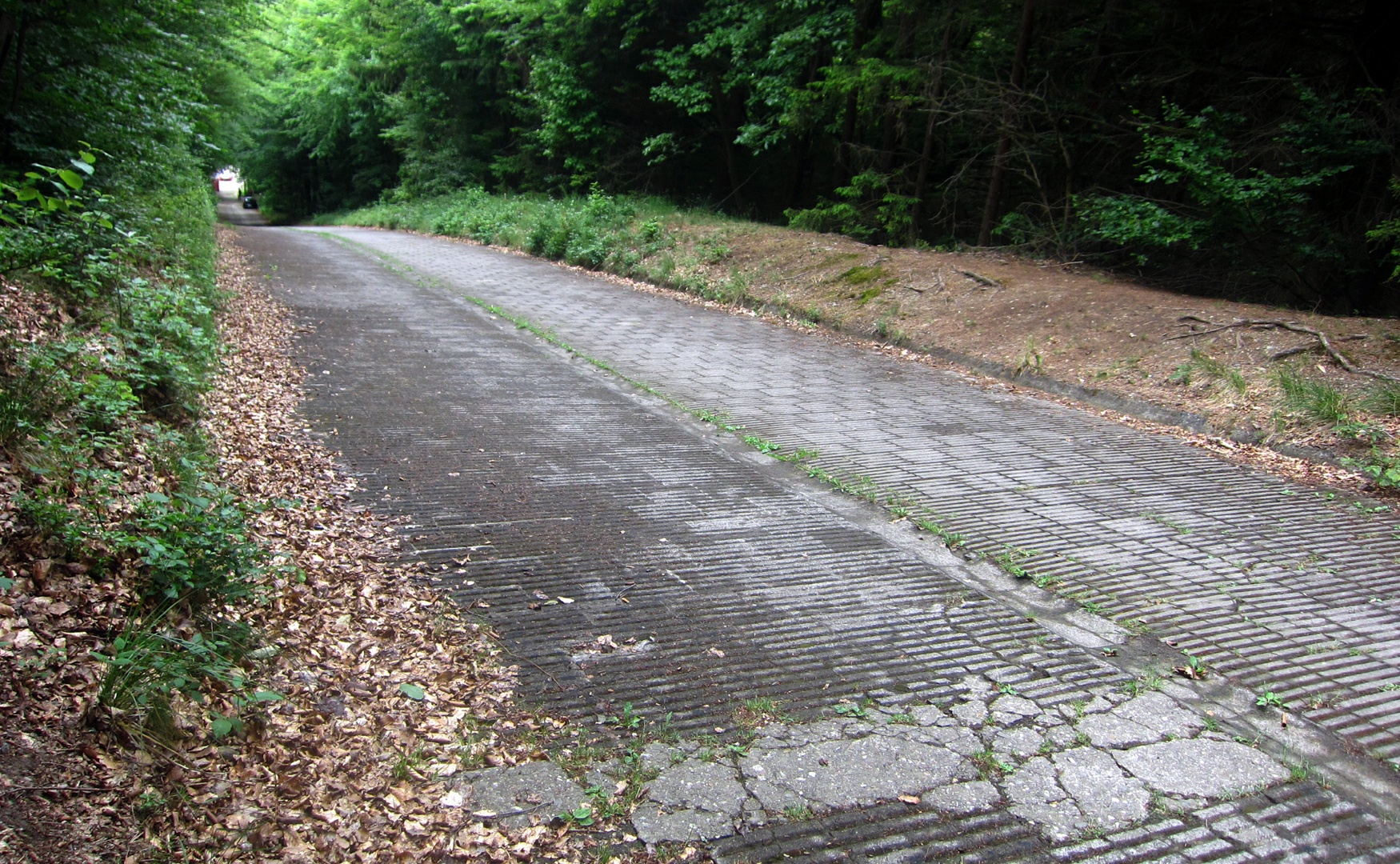
Die Steilstrecke im Jahr 2015

Die Steilstrecke ist ein nicht mehr genutzter Abschnitt der Nordschleife des Nürburgrings. Sie umgeht den Streckenabschnitt über das Caracciola-Karussell zwischen Klostertal und Hohe Acht durch eine Direttissima bergauf und verkürzt die Strecke um 940 m.

## Anlage
Die Arbeiten an der 450 Meter langen Steilstrecke wurden von der Stuttgarter Bauunternehmung Baresel durchgeführt. Auf einer 20 Zentimeter starken Betondecke wurden gerillte Soliditbetonplatten (35 × 35 Zentimeter) eingemörtelt. Das Soliditverfahren macht infolge des stark silikathaltigen Zementes den Beton relativ unabhängig von Kälte und Wärme und schränkt somit Ausdehnung und Zusammenziehen auf ein Minimum ein. Diese Materialwahl hatte allerdings einen hohen Reifenverschleiß bei Benutzung der Strecke zur Folge.
Im ursprünglichen Bebauungsplan ist die Steilstrecke nicht zu finden, da erst 1926 beschlossen wurde, diese für Automobiltests anzulegen. Mit dem Bau wurde dann sofort begonnen und bis zur Eröffnung 1927 erstmal eine schmalere Strecke fertiggestellt. Bis 1929 wurde die Steilstrecke dann auf die doppelte Streckenbreite erweitert, die rechte Hälfte ist heute noch der original Belag von 1927.
Die Steilstrecke ist mit bis zu 27 % Steigung eine der steilsten Straßen Deutschlands und war für damalige Kraftfahrzeuge ein besonderer Härtetest. In der Anfangszeit sollen sich nach Angaben der Streckenbetreiber sogar einzelne Fahrzeuge bei Testfahrten rückwärts überschlagen haben.

## Unfälle
In der Geschichte des Nürburgrings gab es durch Touristenfahrer zwei tödliche Unfälle auf der Steilstrecke. Noch bis in die 1960er Jahre konnten Ringtouristen auf ihrer Runde neben der Südschleife auch die Streckenvarianten Steilstrecke oder Karussell wählen, obwohl dies in der Fahrordnung für den Nürburgring eigentlich untersagt war. Der entsprechende Paragraph lautete (§ 8 der Fahrordnung): „Nicht gestattet ist – außer bei genehmigten Versuchs- und Trainingsfahrten oder Rennen – das Befahren der Steilstrecke (27 %).“

## Heutige Situation

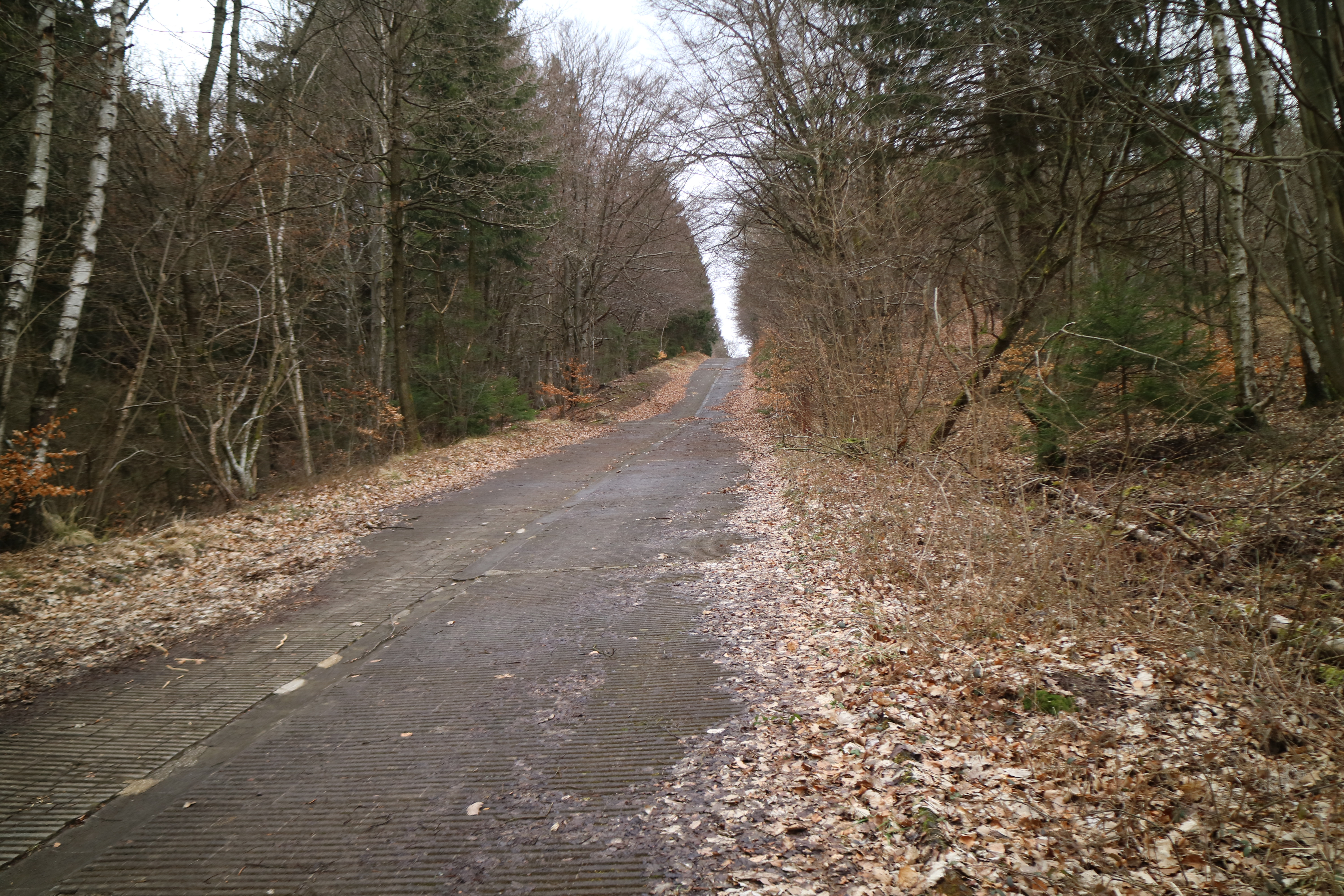
Die Steilstrecke im Jahr 2018

Der Streckenabschnitt befindet sich auch aktuell noch in gutem Zustand. Da lediglich die Zufahrten von der Rennstrecke aus gesperrt sind, kann die Steilstrecke von Wanderern und Radfahrern jederzeit benutzt werden.